# Bourletiellidae
Famille
Les Bourletiellidae sont une famille de collemboles.
Elle comporte près de 250 espèces dans 35 genres.

## Liste des genres
Selon Checklist of the Collembola of the World (version du 12 août 2019) :
- Bourletiellinae Börner, 1913
  - Acutoempodialis Bretfeld, 2000
  - Adisianus Bretfeld, 2003
  - Anarmatus Bretfeld, 2000
  - Aneuempodialis Stach, 1955
  - Arlesminthurus Bretfeld, 1999
  - Bourletides Betsch & Massoud, 1972
  - Bourletiella Banks, 1899
  - Bovicornia Delamare Deboutteville, 1947
  - Cassagnaudiella Ellis, 1975
  - Corynephoria Absolon, 1907
  - Cyprania Bretfeld, 1992
  - Deuterosminthurus Börner, 1901
  - Diksamella Bretfeld, 2005
  - Ellisiella Bretfeld, 1999
  - Fasciosminthurus Gisin, 1960
  - Heterosminthurus Stach, 1955
  - Karakumiella Bretfeld, 2010
  - Kaszabellina Betsch, 1977
  - Koupelia Bretfeld, 2001
  - Madecassiella Betsch & Waller, 1996
  - Massoudia Betsch, 1975
  - Nasosminthurus Stach, 1955
  - Navarrella Bretfeld & Arbea, 2000
  - Orenius Bretfeld, 2000
  - Paulianitas Betsch, 1978
  - Prorastriopes Delamare Deboutteville, 1947
  - Pseudobourletiella Stach, 1956
  - Rastriopes Börner, 1906
  - Sanaaiella Bretfeld, 2000
  - Stenognathriopes Betsch & Lasebikan, 1979
  - Tritosminthurus Snider, 1988
- Parabourletiellinae Betsch, 1974
  - Anjavidiella Betsch, 1974
  - Bourletiellitas Betsch, 1974
  - Parabourletiella Betsch, 1975
  - Vatomadiella Betsch, 1974

## Publication originale
- Börner, 1913 : Die Familien der Collembolen. Zoologischer Anzeiger, vol. 41, p. 315-322 (texte intégral).